# 심플레멘테 마리아 (1989년 텔레노벨라)
《심플레멘테 마리아》(스페인어: Simplemente María)은 1989년 방영된 멕시코의 텔레노벨라이다.